# Iguanura kelantanensis
Iguanura kelantanensis är en enhjärtbladig växtart som beskrevs av Chong Keat Lim. Iguanura kelantanensis ingår i släktet Iguanura och familjen Arecaceae. Inga underarter finns listade i Catalogue of Life.